# Zdivočení

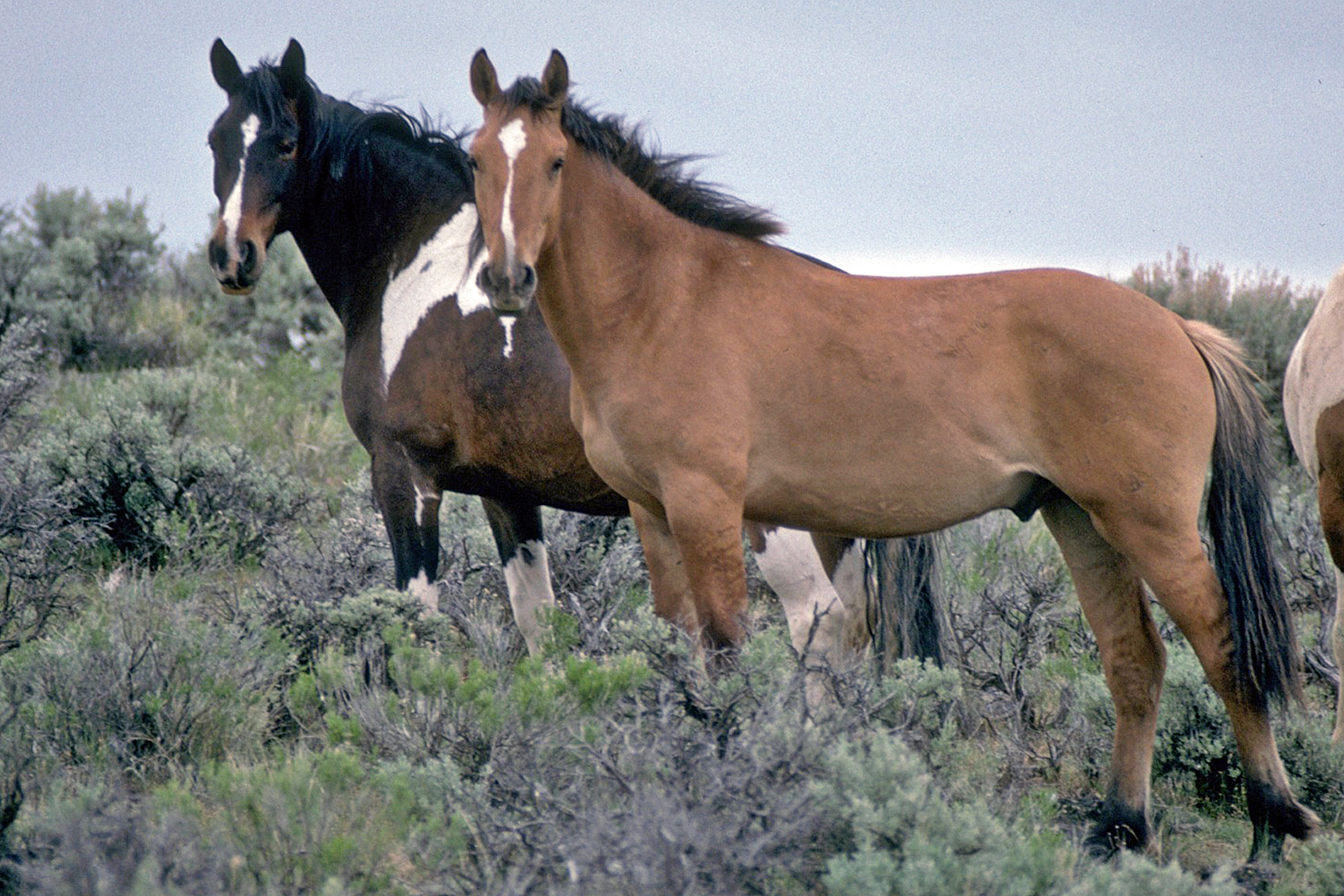
Zdivočelí koně v Oregonu

Zdivočení (též feralizace či dedomestikace) je proces, kdy se zdomácnělé rostliny a živočichové vrací k divokému způsobu života.

## Průběh zdivočení
Následuje poté, co člověk úmyslně či neúmyslně vypustí zvířata do volné přírody, případně nechá rostliny volně bujet. Při zdivočení může dojít k vyloučení extrémů jako je zkrácení končetin (brachymelie) nebo zkrácení obličejové části (brachycefalie), dále například může být obnoveno osrstění u druhů, které jej v průběhu domestikace ztratily nebo bylo redukováno (např. prase domácí). Stejně jako u zavlečených druhů může zavlečení divokých zvířat nebo rostlin do nepůvodních oblastí narušit ekosystémy a v některých případech přispět k vyhynutí původních druhů, případně může dojít vlivem křížení ke splynutí původního divokého druhu s druhem ferálním.
V závislosti na časovém horizontu a stupni zdivočení jsou některé zdivočelé formy považovány za samostatné druhy, například:
- Muflon
- Dingo
- Mustang